# Зорянська сільська рада (Красноградський район)
Зо́рянська сільська́ ра́да (до 2016 року — Ленінська сільська рада) — адміністративно-територіальна одиниця та орган місцевого самоврядування у Красноградському районі Харківської області. Адміністративний центр — село Зоряне.

## Загальні відомості
- Утворена в 1922 році як Ленінська сільська рада
- Територія ради: 73,832 км²
- Населення ради: 1 108 осіб (станом на 2001 рік)

## Населені пункти
Сільській раді були підпорядковані населені пункти:
- с. Зоряне
- с. Тишенківка
- с. Вишневе

## Склад ради
Рада складалася з 16 депутатів та голови.
- Голова ради: Кузьменко Олександр Іванович

### Керівний склад попередніх скликань
| Прізвище, ім'я, по батькові  | Основні відомості                                                                                   | Дата обрання | Дата звільнення |
| ---------------------------- | --------------------------------------------------------------------------------------------------- | ------------ | --------------- |
| Кузьменко Олександр Іванович | Сільський голова, 1971 року народження, освіта вища, член Партії промисловців і підприємців України | 26.03.2006   | 31.10.2010      |
| Кузьменко Олександр Іванович | Сільський голова, 1971 року народження, освіта вища, член Партії регіонів                           | 31.10.2010   |                 |

Примітка: таблиця складена за даними сайту Верховної Ради України

### Депутати
За результатами місцевих виборів 2010 року депутатами ради стали:

#### За суб'єктами висування
| Суб'єкт висування      | Кількість обраних депутатів | %    |
| ---------------------- | --------------------------- | ---- |
| Самовисування          | 8                           | 50   |
| Партія регіонів        | 5                           | 31,3 |
| Аграрна партія України | 2                           | 12,5 |
| Народна партія         | 1                           | 6,3  |

#### За округами
| № округу               | Прізвище, ім'я, по батькові    | Дата визнання обраним | Освіта             | Партійна приналежність       | Відомості про обраного депутата                                                                |
| ---------------------- | ------------------------------ | --------------------- | ------------------ | ---------------------------- | ---------------------------------------------------------------------------------------------- |
| Аграрна партія України |                                |                       |                    |                              |                                                                                                |
| 4                      | Домнич Ігор Євгенович          | 03.11.2010            | вища               | член Аграрної партії України | ТОВ АП «Докучаєвські чорноземи» Карлівського району Полтавської області, управляючий дільницею |
| 6                      | Домнич Галина Андріївна        | 03.11.2010            | вища               | член Аграрної партії України | тимчасово не працює                                                                            |
| Народна Партія         |                                |                       |                    |                              |                                                                                                |
| 11                     | Ткаченко Іван Гнатович         | 03.11.2010            | вища               | член Народної партії         | пенсіонер                                                                                      |
| Партія регіонів        |                                |                       |                    |                              |                                                                                                |
| 5                      | Яворський Сергій Вікторович    | 03.11.2010            | середня спеціальна | позапартійний                | ТОВ АП «Докучаєвські чорноземи» Карлівського району Полтавської області, обліковець            |
| 9                      | Арнаутов Володимир Віталійович | 03.11.2010            | середня            | позапартійний                | ТОВ АП «Докучаєвські чорноземи» Карлівського району Полтавської області, водій                 |
| 13                     | Мотієнко Віктор Валеріанович   | 03.11.2010            | середня спеціальна | позапартійний                | тимчасово не працює                                                                            |
| 14                     | Коваленко Наталія Олексіївна   | 03.11.2010            | середня спеціальна | позапартійна                 | тимчасово не працює                                                                            |
| 15                     | Гажа Микола Володимирович      | 03.11.2010            | вища               | позапартійний                | тимчасово не працює                                                                            |
| Самовисування          |                                |                       |                    |                              |                                                                                                |
| 1                      | Росляков Іван Олексійович      | 03.11.2010            | середня            | позапартійний                | Диканське ЛПУ МГП Полтавської області, оператор по газу                                        |
| 2                      | Первой В'ячеслав Володимирович | 03.11.2010            | середня            | член Партії регіонів         | тимчасово не працює                                                                            |
| 3                      | Суменов Юсуп Рабаданович       | 03.11.2010            | середня спеціальна | позапартійний                | тимчасово не працює                                                                            |
| 7                      | Торубарова Неля Володимирівна  | 03.11.2010            | середня спеціальна | позапартійна                 | Ленінська сільська рада, секретар сільської ради                                               |
| 8                      | Репринцев Геннадій Валерійович | 03.11.2010            | вища               | позапартійний                | ГП «Шебелінкагазвидобування», майстер по ремонту                                               |
| 10                     | Габор Світлана Валеріївна      | 03.11.2010            | вища               | позапартійна                 | перебуває у декретній відпустці по догляду за дитиною                                          |
| 12                     | Кузьменкко Іван Іванович       | 03.11.2010            | вища               | позапартійний                | ПП «Агротест», заступник директора                                                             |
| 16                     | Дудін В'ячеслав Юрійович       | 03.11.2010            | середня спеціальна | позапартійний                | ПП «Агротест», тракторист                                                                      |

## Населення
Згідно з переписом УРСР 1989 року чисельність наявного населення сільської ради становила 1199 осіб, з яких 533 чоловіки та 666 жінок.
За переписом населення України 2001 року в сільській раді мешкало 1100 осіб.

### Мова
Розподіл населення за рідною мовою за даними перепису 2001 року:
| Мова       | Відсоток |
| ---------- | -------- |
| українська | 69,95 %  |
| російська  | 27,53 %  |
| білоруська | 1,53 %   |
| вірменська | 0,09 %   |
| інші       | 0,90 %   |